# Chang'e 2
Chang'e 2 (嫦娥二号S, Cháng'é èr hàoP) è una sonda spaziale dell'Agenzia nazionale cinese per lo spazio per l'esplorazione lunare.
La missione segue Chang'e 1, lanciata nel 2007. Entrambe appartengono alla prima fase del Programma cinese di esplorazione della Luna.
Lanciata il 1º ottobre 2010 dal Centro spaziale di Xichang, ha completato il suo obiettivo primario di ricognizione della superficie lunare nel novembre del 2010 e nel giugno del 2011 è stata completata anche una prima estensione della missione.
L'Agenzia spaziale cinese ha quindi deciso di lasciare l'orbita lunare e dirigere la sonda verso il punto L2 del sistema Terra-Sole, per eseguire una prova di navigazione e controllo. L'obiettivo è stato raggiunto nell'agosto del 2011 e la posizione mantenuta per i sei mesi seguenti, quando la sonda è stata diretta verso un terzo obiettivo: l'asteroide 4179 Toutatis che è stato raggiunto nel dicembre del 2012.
La sonda è simile per struttura a Chang'e 1, sebbene presenti dei miglioramenti tecnologici, tra i quali una fotocamera con una risoluzione maggiore. Come la sonda che l'ha preceduta, è intitolata alla divinità lunare della mitologia cinese. Al momento del lancio, era stato stimato che la missione sarebbe costata approssimativamente 900 milioni di yuan (pari a circa 114 milioni di euro).
Il contatto con la sonda è stato perso nel 2014 a causa dell'indebolimento della potenza del segnale. Si stima che Chang'e 2 torni nelle vicinanze della Terra intorno al 2027.

## Caratteristiche tecniche
Chang'e 2 è stata ricavata da una sonda di riserva di Chang'e 1 e di conseguenza ha numerose similitudini con essa, sebbene presenti alcune importanti differenze che hanno condotto al raggiungimento di migliori risultati scientifici, come una mappa lunare con una risoluzione maggiore. Ciò è stato ottenuto essenzialmente grazie a due fattori: una migliore strumentazione scientifica e una quota di lavoro più bassa. Mentre Chang'e 1, infatti, ha operato da una quota di 200 km, Chang'e 2 ha orbitato a 100 km dalla superficie lunare in una prima fase della missione e, successivamente, si è spostata su un'orbita ellittica con una quota di perilunio di 15 km e quota di apolunio di 100 km. Inoltre, è stato possibile tracciare in modo più efficace la posizione della sonda, grazie all'apparecchiatura radio operante nella banda X, che non era disponibile per Chang'e 1.
Chang'e 2 è stata dotata di due fotocamere: una in grado di risolvere oggetti di un metro di diametro dalla quota dell'orbita, l'altra con una risoluzione di 10 m (da confrontare con i 120 m dello strumento volato a bordo di Chang'e 1). Miglioramenti nell'altimetro laser hanno permesso di ottenere una traccia più stretta e grazie a ciò di ridurre l'incertezza nella misura a 5 metri nella direzione verticale. Inoltre, è stata incrementata la frequenza di emissione del laser a 5 volte al secondo, quintuplicandola rispetto a quella adottata dalla versione dello strumento che aveva volato a bordo di Chang'e 1.

## Panoramica della missione

### Lancio
Chang'e 2 è stata lanciata il 1º ottobre 2010 alle 10:59:57 UTC dal Centro spaziale di Xichang, a bordo di un razzo Lunga Marcia 3C. Il lancio è coinciso con il sessantunesimo anniversario della proclamazione della Repubblica Popolare Cinese, festa nazionale in Cina.
La sonda è stata lanciata direttamente su un'orbita di trasferimento lunare, con un perigeo di 200 km ed un apogeo di 380000 km.

### Esplorazione lunare
Chang'e 2 ha raggiunto la Luna in 4 giorni e 16 ore, molto più rapidamente rispetto ai 12 giorni occorsi a Chang'e 1 per lo stesso tragitto. L'orbita lunare iniziale è stata progressivamente abbassata fino ad una prima orbita operativa, circolare con una quota di 100 km dalla superficie lunare, raggiunta il 9 ottobre. L'orbita è stata successivamente modificata in modo da ottenere una quota al perilunio di 15 km.
L'8 novembre 2010, il primo ministro cinese Wen Jiabao ha annunciato il raggiungimento degli obiettivi della missione, presentando alla stampa immagini della superficie lunare con una risoluzione di 1,3 m.
Una prima estensione della missione è stata completata nel giugno del 2011. Nel febbraio del 2012, la Cina ha pubblicato una mappa lunare completa, costruita sui dati della sonda Chang'e 2, affermando contestualmente che essa era la mappa a maggior risoluzione esistente della superficie lunare.

### Punto L2

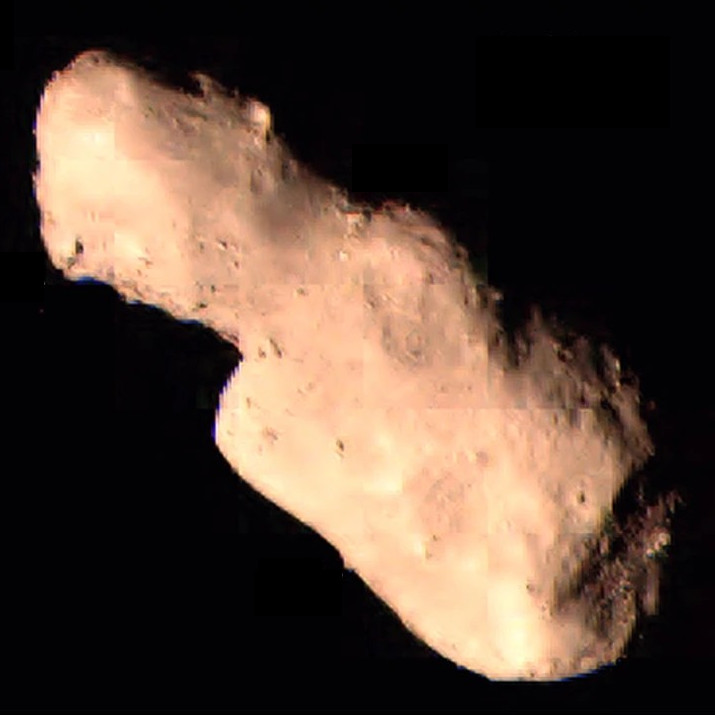
L'asteroide 4179 Toutatis ripreso da Chang'e durante il sorvolo ravvicinato del 13 dicembre 2012.

La sonda era stata dotata di una quantità di propellente assai superiore a quello necessario per il completamento della missione primaria, tanto che già nei giorni seguenti al lancio erano state ventilate tre ipotesi per la sua prosecuzione: un atterraggio sulla superficie lunare, il ritorno verso la Terra o un viaggio verso lo spazio profondo.
L'8 giugno 2011, alla conclusione del prolungamento della missione di osservazione lunare, la sonda è stata diretta verso il punto L2 del sistema Terra-Sole, per eseguire una prova di navigazione e controllo. L'obiettivo è stato raggiunto il 25 agosto 2011 alle 14:27 UTC, dopo una fase di crociera durata 77 giorni. In tal modo, anche l'Agenzia Spaziale Cinese, dopo la NASA e l'ESA, ha raggiunto il punto L2. I primi dati dalla nuova posizione sono stati inviati a Terra dal settembre del 2011.
Era stato previsto che la sonda avrebbe mantenuto tale nuova posizione fino al termine del 2012, ma ad aprile si è optato per dirigerla verso un terzo obiettivo.

### 4179 Toutatis
Lo scienziato cinese Ouyang Ziyuan, a capo del Programma Chang'e, durante la sedicesima conferenza dell'Accademia delle scienze cinese annunciò che Chang'e 2 avrebbe lasciato il punto L2 nell'aprile del 2012 per dirigersi verso l'asteroide 4179 Toutatis. La sonda ha eseguito un sorvolo ravvicinato dell'asteroide il 13 dicembre 2012, ad una distanza di circa 3,2 km dalla superficie e con una velocità di 10,7 km/s.
Durante il sorvolo ravvicinato furono acquisite immagini con una risoluzione di 10 m per pixel, successivamente pubblicate on line. 4179 Toutatis non era mai stato visitato da altre sonde spaziali. L'agenzia spaziale cinese è così divenuta la quarta agenzia ad aver condotto con successo una missione esplorativa verso un asteroide, dopo la NASA, l'ESA e la JAXA.

### Spazio profondo
Dopo il sorvolo dell'asteroide Toutatis, la sonda disponeva ancora di una quantità di carburante sufficiente a compiere altre manovre nello spazio profondo. L'Agenzia spaziale cinese decise quindi di utilizzarla per testare ulteriormente le proprie capacità di tracciamento e controllo. Nel 2014 la sonda aveva raggiunto una distanza di 100 milioni di chilometri dalla Terra. I contatti con Chang'e 2 sarebbero stati successivamente persi per la progressiva attenuazione del segnale trasmesso dalla sonda nell'allontanarsi ulteriormente dalla Terra. L'orbita tuttavia è tale che Chang'e 2 tornerà ad avvicinarsi al nostro pianeta nel 2027 o 2029.